# Nándorvölgy
Nándorvölgy (szlovákul: Vaľkovňa) község Szlovákiában, a Besztercebányai kerületben, a Breznóbányai járásban.

## Fekvése
Breznóbányától 35 km-re keletre, a Garam partján, a Horka-hegy alatt fekszik. Nándorhuta, Svabolka és Zlatnó települések tartoznak hozzá.

## Története
1612-ben említik először. 1954-ig Királyhegyalja része volt, ennek ellenére 1900 és 1922 között itt volt Gömör és Kis-Hont vármegye Garamvölgyi járásának székhelye (szolgabírói hivatala).
Lakói bányászok, kohászok voltak. Kohói, vashámorai a 17.–18. században épültek és a falu ezek körül települt. Üzemei a Felső-Garam-medencében fekvő Coburg vasműhöz tartoztak.
A mai község 1954-ben jött létre Nándorhuta (Nová Maša), Svabolka (Švábolka), Zlatnó (Zlatno) és Nándorvölgy (Vaľkovňa) telepek Királyhegyalja (Šumiac) községből történt kiválásával.

## Népessége
| Év:            | 1994. | 2004.    | 2014.    | 2024.   |
| -------------- | ----- | -------- | -------- | ------- |
| Emberek száma: | 282   | 337      | 422      | 402     |
| Eltérés:       |       | +19,50 % | +25,22 % | -4,73 % |

| Év:            | 2023. | 2024.   |
| -------------- | ----- | ------- |
| Emberek száma: | 412   | 402     |
| Eltérés:       |       | -2,42 % |

2001-ben 317 lakosából 205 szlovák és 108 cigány volt.
2011-ben 407 lakosából 309 szlovák és 52 cigány volt.

## Nevezetességei
- Evangélikus temploma 1903-ban épült.